# Нгуен Хьен-то
Нгуен Хьен-то (вьет. Nguyễn Hiến Tổ, тьы-ном 阮憲祖) (16 июня 1807, Хюэ, Аннам — 4 ноября 1847, Хюэ, Хюэ, Вьетнам) — 3-й император Вьетнама из династии Нгуен, правивший с 11 февраля 1841 по 4 ноября 1847 года.
Правил под девизом Тхьеу-чи (вьет. Thiệu-trị, тьы-ном (紹治). Личное имя — Мьен Тонг (вьет. Miên Tông, тьы-ном 綿宗).

## Правление
Взошел на престол после смерти своего отца Нгуен Тхань-то в 1841 году. 
Император Хьен-то был очень похож на своего отца и продолжал вести консервативную политику изоляции и укрепления конфуцианства. Высокообразованный в конфуцианской традиции, Хьен-то испытывал некоторое любопытство к Западным государствам, но, как и его отец, с большим подозрением относился ко всем иностранцам невьетнамского происхождения. 
В это же время французы вели колониальную гонку с Великобританией в Юго-Восточной Азии и упорно добивались укрепления отношений с Индокитаем. Здесь, как и во времена правления Тхань-то, также воспитывались христианские миссионеры, в основном испанцы и французы, которые проигнорировали запрет. Когда Хьен-то начал сажать в тюрьму миссионеров, это было негативно встречено во Франции. 
В 1843 году французское правительство направило военную экспедицию в Индокитай с целью защищать интересы Франции, а именно освободить пятерых миссионеров. Император был вынужден пойти на уступки и подчиниться требованиям французов.
Решимость Хьен-то изгнать всех римско-католических миссионеров из своей страны в 1845 году чуть не привела к столкновению с американским военным кораблем USS Constitution, который пытался заставить Хьен-то освободить миссионера Доминика Лефевра, который неоднократно нелегально приезжал во Вьетнам.
Вскоре возобновились боевые столкновения с Францией. В 1847 году адмирал Сесиль направил два военных корабля под командованием капитана Огюстена де Лапьера, снова для освобождения Доминика Лефевра. Хьен-то, готовясь к вторжению, укрепил побережье, но французские войска легко разгромили вьетнамцев из-за более низкого оснащения вьетнамской армии. Все вьетнамские прибрежные форты были разрушены, а три джонки "Нгуен" были потоплены до того, как французская эскадра отчалила. 
Однако в ходе сражения вьетнамцы также предпринимали атаки. Один из французских офицеров описал их таким образом:
"Постепенно аннамский военный флот в составе пяти корветов с крытыми батареями, нескольких кирпичей и большого количества джонок собрался в бухте и однажды утром без предварительного предупреждения атаковал французские суда. Они, так как их вооружение было намного лучше, без труда уничтожили весь вражеский флот, но после этого им пришлось отправиться в путь, бросив христиан на растерзание их преследователям".
Хьен-то назвал всех миссионеров вражескими шпионами и вскоре издал указ о том, что все христиане были казнены на месте. Мандарины не ввели этот приказ в действие, и император Хьен-то умер вскоре после этого.